# Школа по машинопис за мъже „Калахари“
Школа по машинопис за мъже „Калахари“ (на английски: The Kalahari Typing School for Men) е роман на шотландския писател Алегзандър Маккол Смит. Романът е издаден през 2002 г. от британското издателство „Polygon Books“. На български език е издаден през 2006 г. от издателство „Изток - Запад“, като четвърта книга в поредицата „Дамска детективска агенция № 1“.

## Сюжет
Внимание:  Текстът по-долу разкрива сюжета на произведението (или части от него)!
Действието на книгата се развива в африканската страна Ботсуана. Главен персонаж в романа е маа Прешъс Рамотсве, дъщеря на бившия миньор Обед, която става частен детектив и основава първата в столицата на Ботсуана Габороне „Дамска детективска агенция № 1“.
В четвъртата книга от поредицата, маа Прешъс Рамотсве е изправена пред сериозни проблеми. Осиновеният и син започва да се държи странно и явно крие нещо. Помощничката ѝ маа Макутси иска да си намери съпруг, ала все не успява. В града отваря врати и конкурентна детективска агенция, чийто арогантен и самонадеян собственик се опитва да отнеме клиентелата и. Маа Макутси открива машинописен курс за мъже и се увлича по един от своите ученици, женен мъж, който крие това обстоятелство от нея. Тя се заема и със случая на г-н Молефело, собственик на хотел и земевладелец с ранчо за щрауси, който като млад студен е извършил кражба и е изоставил приятелката си, след като я е принудил да направи аборт. След въоръжено нападение, той преосмисля живота си, и иска да поправи грешките от миналото си. Маа Прешъс Рамотсве, осланяйки се на своя здрав разум и интуицията, успява да се справи с всички тези трудности и да разреши поставените загадки...